# Pseudodipsas brisbanensis
Pseudodipsas brisbanensis är en fjärilsart som beskrevs av William Henry Miskin 1884. Pseudodipsas brisbanensis ingår i släktet Pseudodipsas och familjen juvelvingar. Inga underarter finns listade i Catalogue of Life.